# متاعب سايكي كوسو
متاعب سايكي كوسو (باليابانية: 斉木楠雄のΨ難، بالروماجي: Saiki Kusuo no Sai-nan)
هي سلسلة مانغا يابانية من تأليف ورسم سويتشي آسو. نشرت من قبل شوئيشا في مجلة شونن جمب الأسبوعية، منذ 14 مايو عام 2012 حتى 26 فبراير عام 2018،  ونشر آخر مجلدين في 25 مايو وفي 26 يوليو عام 2018 في مجلة جمب غيغا. تم تجمع فصول المانغا من قبل شوئيشا في 26 مجلد تانكوبون. أنتجت المانغا إلى مسلسل أنمي تلفزيوني من قبل استوديو جاي سي ستاف، عرض في 4 يوليو عام 2016 واستمر عرضه حتى 28 ديسمبر عام 2018، وتكون من 50 حلقة.

## القصة
تدور أحداث القصة عن كوسو سايكي هو طالب في المدرسة الثانوية، ولد ولديه قدارت خارقة، يحاول إخفاءها عن الجميع في المدرسة.

## الشخصيات

### عائلة سايكي
كوسو سايكي (باليابانية: 斉木 楠雄، بالروماجي: Saiki Kusuo)
أداء صوتي: هيروشي كاميا
كونيهارو سايكي (باليابانية: 斉木 國春، بالروماجي: Saiki Kuniharu)
أداء صوتي: ميتسوؤو إيواتا
كورومي سايكي (باليابانية: 斉木 久留美، بالروماجي: Saiki Kurumi)
أداء صوتي: ريكاكو أيكاوا
كاماغور سايكي
أداء صوتي: كويتشي ياماديرا
كومي سايكي
أداء صوتي: ريه تاناكا
كوسوكي سايكي (باليابانية: 斉木 空助، بالروماجي: Saiki Kūsuke)
أداء صوتي: كينجي نوجيما

### شخصيات أخرى
ريكي نيندو (باليابانية: 燃堂 力، بالروماجي: Nendō Riki)
أداء صوتي: دايسكي أونو
شون كايدو (باليابانية: 海藤 瞬، بالروماجي: Kaidō Shun)
أداء صوتي: نوبوناغا شيمازاكي
كوكومي تيروهاشي (باليابانية: 照橋 心美، بالروماجي: Teruhashi Kokomi)
أداء صوتي: آي كايانو
كينيشي هايرو (باليابانية: 灰呂 杵志، بالروماجي: Hairo Kineshi)
أداء صوتي: ساتوشي هينو
تشيو يوميهارا (باليابانية: 夢原 知予، بالروماجي: Yumehara Chiyo)
أداء صوتي: يوكاري تامورا
ريتا توريتسوكا (باليابانية: 鳥束 零太، بالروماجي: Toritsuka Reita)
أداء صوتي: ناتسوكي هاناي
تشيساتو ميرا (باليابانية: 目良 千里، بالروماجي: Mera Chisato)
أداء صوتي: مآيا أوتشيدا
آرين كوبوياسو (باليابانية: 窪谷須 亜蓮، بالروماجي: Kuboyasu Aren)
أداء صوتي: يوشيماسا هوسويا
ميتوري سايكو (باليابانية: 才虎 芽斗吏، بالروماجي: Saiko Metori)
أداء صوتي: ماسايا ماتسكازي
إيمو ريفوتا (باليابانية: 梨歩田 依舞، بالروماجي: Rifuta Imu)
أداء صوتي: ماو إيتشيميتشي
ميكوتو أيورا (باليابانية: 相卜 命، بالروماجي: Aiura Mikoto)
أداء صوتي: إيري كيتامورا
توما أكيتشي (باليابانية: 明智透真، بالروماجي: Akechi Touma)
أداء صوتي: يوكي كاجي

## وصلات خارجية
- الموقع الرسمي (باليابانية)
- حياة سايكي كيه الكارثية على موقع ANN manga (الإنجليزية)